# Dynamine myrrhina
Dynamine myrrhina är en fjärilsart som beskrevs av Doubleday 1849. Dynamine myrrhina ingår i släktet Dynamine och familjen praktfjärilar. Inga underarter finns listade i Catalogue of Life.